# Dubové (powiat Zwoleń)
Dubové – wieś (obec) na Słowacji położona w kraju bańskobystrzyckim, w powiecie Zwoleń. Pierwsze wzmianki o miejscowości pochodzą z roku 1255.
Według danych z dnia 31 grudnia 2012, wieś zamieszkiwało 266 osób, w tym 137 kobiet i 129 mężczyzn.
W 2001 roku pod względem narodowości i przynależności etnicznej 99,6% mieszkańców stanowili Słowacy, a 0,4% Czesi.
Ze względu na wyznawaną religię struktura mieszkańców kształtowała się w 2001 roku następująco:
- Katolicy rzymscy – 40,8%
- Ewangelicy – 52%
- Ateiści – 7,2%